# Ecliptopera lucrosa
Ecliptopera lucrosa är en fjärilsart som beskrevs av Louis Beethoven Prout 1940. Ecliptopera lucrosa ingår i släktet Ecliptopera och familjen mätare. Inga underarter finns listade i Catalogue of Life.